# Elektrane na biomasu i otpad
Elektrane na biomasu i otpad su takva vrsta termoelektrana u kojima se umjesto konvencionalnih goriva, najčešće fosilnih: nafte, ugljena i plina, spaljuje biomasa i otpad, koji se nalaze u kategoriji obnovljivih izvora energije. Kao i u svakom termoenergetskom postrojenju u elektranama na biomasu i otpad nalaze se četiri glavna dijela: kotao, turbina, kondenzator i pumpa. Postoje dvije osnovne vrste tehnologije izgaranja, a to su: izgaranje u fluidiziranom stanju i izgaranje na rešeci.

## Tehnologije izgaranja
Tehnologija izgaranja je važan dio u termoenegetskim postrojenjima jer je izvor korisne energije u vidu topline. Biomasa je oduvijek primarni izvor energije i čovjek ju je koristio za gorivo otkad je ovladao vatrom. Međutim, kada se biomasa koristi za dobivanje električne energije i topline, izgara se velika količina biomase koja nema homogena svojstva po cijelom volumenu, ili ima manju homogenost od ugljena, nafte i plina. Zbog toga je potrebno prilagoditi tehnologije izgaranja specifičnim svojstvima biomase i otpada koje nisu tako homogena goriva. Danas su tehnologija izgaranja na rešetci i u fluidiziranom sloju dvije najčešće korištene tehnologije u dobivanju energije iz biomase i otpada.

### Tehnologija izgaranja na rešetci
Izgaranje kod ove vrste tehnologije događa se u kotlu na rešetci na koju se donosi biomasa i/ili otpad. Ovo je tradicionalna, tj. starija tehnologija izgaranja. Postupak spaljivanja je sličan onome kod tehnologije izgaranja u fluidiziranom stanju, razlika je u pretpripremi biomase i otpada. Tehnologija izgaranja na rešeci je pogodnija za kruta goriva (npr. poljoprivredni i šumski otpadci) i za postrojenja manjih snaga (<5MW). Kontrola i regulacija izgaranja vrši se upuhivanjem zraka ispod rešetke tako da se stvore turbulencije te na taj način poboljšaju izgaranje. Nedostatak ove tehnologije je taj što je izgaranje nepotpunije nego kod fluidiziranog sloja, lošiji rezultati izgaranja postoje i kod izgaranja goriva nejednolikog sastava i goriva s visokim udjelom vlage. Međutim, uz dobre regulacijske sustave postižu se visoke vrijednosti iskoristivosti jer je ova tehnologija razvijana dugi niz godina.

### Tehnologija izgaranja u fluidiziranom sloju
Novija tehnogija izgaranja u kojoj se biomasa i/ili otpad tretiraju prije samog spaljivanja. Tretiranjem biomase i otpada prije spaljivanja postiže se veći stupanj homogenosti goriva bez obzira na njihovu vlažnost, udio pepela i kaloričnost. Tako se u fluidiziranom sloju mogu zajedno naći ostaci poljoprivredne proizvodnje, otpadci od sječe šuma zajedno s kućnim optadom. Izgaranje u fluidiziranom sloju pruža veliku fleksibilnost u pogledu zahtjeva na kvalitetu i vlažnost goriva, veću nego izgaranje na rešetci. Ova tehnologija postiže vrlo visoke vrijednosti iskoristivosti kotla, i do 90% bez obzira na to ima li otpad visok udio vlažnosti ili ne, jesu li komponente goriva slične kvalitete ili ne. Glavni nedostatak je cijena koja ja u odnosu na izgaranje na rešetci znatno veća i zbog toga se koristi samo u elektranama snage preko 5MW. U samom kotlu biomasa i otpad izgaraju i pretvaraju se u vrući granulirani sloj na pijesku. Ubrizgavanje zraka u taj sloj stvara turbulencije i na taj način pospješuje opskrbu svih dijelova goriva dovoljnom količinom kisika i približavaju ovaj proces potpunom izgaranju, što je cilj svakog izgaranja. Na taj način moguće je držati temperaturu izgaranja ispod 972°C i znatno smanjiti udio dušičnih spojeva, naročito dušičnog monoksida, u dimnim plinovima.

## Kogeneracijska postrojenja na biomasu
Kogeneracijsko postrojenje toplinu dobivenu izgaranjem koristi na dva načina, za dobivanje rada i korisne topline. Rad plina se na turbini koristi za dobivanje električne energije koja se onda šalje u mrežu dok se korisna toplina koristi za zagrijavanje vode za grijanje (stambenih prostora, bazena, staklenika i sličnih prostora) i za razne tehnološke procese sušenja (koji se odvijaju u prehrambenoj idustriji za sušenje voća i povrća i pečenje u procesnoj industriji, ali i u postrojenjima za proizvodnju peleta za sušenje sječki). Električna energija u manjim kogeneracijskim postrojenjima na biomasu najčešće se dobiva otvorenim plinsko-turbinskim procesu u kojem je turbina pogonjena zagrijanim zrakom i/ili dimnim plinovima od izgaranja pri povišenom tlaku. Manja postrojenja se često rade u modularnoj izvedbi zbog olakšanog testiranja, transporta, montaže, demontaže i servisa. To su postrojenja najčešće do 5MW, a postoje dvije vrste otvorenih plinsko-turbinskih procesa: indirektini i direktni. Manja kogeneracijska postrojenja imaju smisla u pogledu održivog razvoja i potrošnje energije za razliku od velikih postrojenja, jer manja postrojenja koriste otpadnu biomasu dok bi velika postrojenja za svoje potrebe tražile uzgajanje biomase za dobivanje energije. Takav pristup ima negativne ekonomsko-privredne posljedice i utječe na bioraznolikost.

### Indirektni plinsko-turbinski proces
U ložištu se odvija proces izgaranja u kojem se stvaraju dimni plinovi i oslobađa toplina. Nakon izgaranja, dimni plinovi zagrijavaju zrak za turbokompresorsko postrojenje i predgrijavaju zrak koji se upuhuje u ložište i koristi se za izgaranje, jer predgrijan zrak poboljšava izgaranje i povisuje temperaturu u ložištu. Dimni plinovi se djelomice vraćaju u ložište, a ostatak ide van iz ložišta i koristi se za sušenje biomase koja tek treba biti spaljena u ložištu.
Zrak koji izlazi iz zagrijača zraka se zagrije na 650-750°C i odlazi u turbopunjač i pokreće kompresor i generator koji su spojeni na isto vratilo. Generator proizvodi električnu energiju, a kompresor tlači vanjski zrak na tlakove 4-6 bar. Zrak nakon kompresora odlazi u regenerator gdje se predgrijava otpadnim zrakom iz turbine, te takav predgrijan odlazi u zagrijač zraka i nakon toga u turbinu. Time je taj proces završen. Ispušni zrak iz turbopunjača koristi se za grijanje vode koja se kasnije koristi za grijanje prostora ili za tehnološke procese. Prednost ovog procesa je ta što je zrak u turbini vanjski zrak koji je relativno čist i takav ne uništava lopatičje turbine i kompresora što za posljedicu ima dugi vijek trajanja rotora.

### Direktni plinsko-turbinski proces
Proces u ložištu je istovijetan indirektnom procesu. Razlika je u tome što zagrijani zrak koji izlazi iz zagrijača, prije ulaska u turbinu se koristi za izgaranje plina ili tekućeg goriva. Nastali dimni plinovi odlaze u turbinu gdje predaju svoju kinetičku energiju turbini. Odatle je proces jednak onome u indirektnom procesu. Ovaj proces se može izvesti i na način da se dimni plinovi iz ložišta biomase šalju u turbinu gdje ekspandiraju i predaju svoju energiju lopaticama, ali sa sobom nose čestice pepela i krutih ostataka izgaranja. Posljedica takvog načina je da se te čestice talože na lopatičju i uzrokuju koroziju na turbini što može dovesti do havarije.

## Vanjske poveznice
Tradicionalni obnovljivi izvori energije, Enerpedija
Energetske transformacije, Enerpedija  Arhivirana inačica izvorne stranice od 11. lipnja 2010. (Wayback Machine)
Indirektni plinsko-turbinski proces, Đuro Đaković d.d.  Arhivirana inačica izvorne stranice od 12. ožujka 2012. (Wayback Machine)
Direktni plisko-turbinski proces, Eniteh d.o.o.  Arhivirana inačica izvorne stranice od 7. travnja 2008. (Wayback Machine)